# Xochitzintla
Xochitzintla är en ort i Mexiko.   Den ligger i kommunen Huejutla de Reyes och delstaten Hidalgo, i den sydöstra delen av landet, 210 km norr om huvudstaden Mexico City. Xochitzintla ligger 189 meter över havet och antalet invånare är 132.
Terrängen runt Xochitzintla är varierad. Runt Xochitzintla är det ganska tätbefolkat, med 248 invånare per kvadratkilometer. Närmaste större samhälle är Huejutla de Reyes, 15,6 km sydost om Xochitzintla. Omgivningarna runt Xochitzintla är en mosaik av jordbruksmark och naturlig växtlighet.